# 金川直樹
金川 直樹（かねかわ なおき、1980年6月3日 - ）は、広島県出身の元プロ野球選手（外野手）。

## 来歴・人物
広島西シニアでは投手として全国大会出場。山陽高時代は遊撃手として活躍。高校通算打率.590、通算29本塁打、通算68盗塁を記録。3年夏は県大会ベスト4。1998年ドラフト3位で横浜ベイスターズに入団。
しかし、プロ入り後は、二軍でも打率が1割未満の年があるなど貧打に苦しんだ。
1999年は内野手登録だったが、2000年から外野手登録に変更。それでも一軍出場を果たせぬまま2001年に現役を引退。
松坂世代の選手では阪神タイガースの寺田祐也とともに最も早く退団した選手だった。

## 詳細情報

### 年度別打撃成績
- 一軍公式戦出場なし

### 背番号
- 35 （1999年 - 2001年）